# Institutul de Arheologie și Istoria Artei din Cluj-Napoca
Institutul de Arheologie și Istoria Artei este o instituție de cercetare academică din Cluj-Napoca.

## Istoricul institutului
În primele zile ale anului 1990 a început procesul renașterii Academiei Române, instituție națională de referință pentru știința și cultura românească, fondată în 1866. Fostele institute de cercetare ale Academiei Române, afiliate vremelnic pe lângă universități, au revenit la vechea lor matcă, sub jurisdcția celui mai înalt for științific și cultural al țării.
Institutul de Arheologie și Istoria Artei al Academiei Române, înființat la 3 martie 1990 prin hotărâre guvernamentală, împreună cu Institutul de Istorie „George Barițiu”, este continuatorul și moștenitorul științific și al tradițiilor din domeniul cercetării promovate încă din 1920 de 
Institutul de Istorie Națională, Institutul de Studii Clasice sau Seminarul de Istoria Artei. La 1 mai 1949 institutele de cercetare clujene din perioada interbelică au fost reorganizate fiind incluse în nou înființatul Institut de Istorie și Arheologie, al cărui obiectiv principal a fost cercetarea istoriei României cu specială privire asupra istoriei Transilvaniei, noua instituție aflată sub egida Academiei Române având sectoare de istorie veche și arheologie, istorie medievală, istorie modernă și contemporană, precum și un sector de istoria artei. Directorii Institutului de Istorie și Arheolgie din Cluj-Napoca au fost între 1949-1973 academicianul Constantin Daicoviciu, urmat apoi de academicianul Ștefan Pascu (1973-1990).
În epoca interbelică, dar mai ales în a doua jumătate a secolului XX, la Cluj a activat o valoroasă școală de arheologie, de istorie antică și studii clasice, care s-a bucurat de recunoaștere în lumea științifică internă și internațională, fiind reprezentată de ilustre personalități ca D.M. Teodorescu (1881-1947), Bela Posta (1862-1919), Vasile Bogrea (1881-1926), Marton Roska (1880-1961), Ștefan Bezdechi (1888-1958), Constantin Daicoviciu (1998-1973), Kurt Horedt (1914-1991), Ioan I. Russu (1911-1985), sau Istvan Ferenczi (1921-2000), ce aparțin unei generații de studioși în domeniul arheologiei și istoriei vechi, care în aceași timp erau și dascăli, formatori a unei pleiade de specialiști, cercetători și universitari. Noua generație și-a făcut debutul pe marile șantiere arheologice inițiate de Institut în perioada postbelică, între aceștia numărându-se Ion Horațiu Crișan (1928-1994), Mircea Rusu (1928-1999), Dumitru Protase (n.1926), Hadrian Daicoviciu (1932-1984), Valentin Vasiliev(n.1934), Ioan Glodariu (n.1940).
Membrii Institutului au desfășurat ample săpături arheologice în numeroase situri: Cetățile dacice din Munții Orăștiei, capitala Daciei romane Sarmizegetusa Ulpia Traiana, Potaissa, Porolissum, Bologa, Buciumi, Ilișua, Alba Iulia, Șura Mică, Slimnic, Teleac, Cugir, Pecica, Fântânele, Iernut, Noșlac, Morești, Râșnov, Oncești, Micia, Gherla, Cășei, Dăbâca, Biharia, Răchitova, Suceag, Cluj-Napoca, Feleac, Lazuri, Ortelec, Săcuieni.
Cercetările arheologice desfășurate sub auspiciile Institutului au fost și sunt contribuții științifice esențiale la elucidarea unor aspecte ale istoriei antice sau medievale, de o majoră importanță.
Studiile de istoria artei au debutat la Cluj în 1920, Coriolan Petranu (1893-l945) fiind primul profesor titular la Universitate, care a împletit în mod fericit activitatea didactică cu munca de cercetare științifică.
În anii 1947-1949 catedra de istoria artei de la Universitatea din Cluj era ocupată de profesorul Virgil Vătășianu (1902-1993), care din toamna anului 1955 coordona grupul de cercetători de la Secția de Istoria Artei a Academiei Române Filiala Cluj, instituție autonomă, ce va fi inclusă ca sector a Institutului de Istorie și Arheologie. Secția, iar ulterior Sectorul de istoria artei, coordonate de academicianul Virgil Vătășianu, au avut ca membri pretigioși cercetători ai domeniului: Cornel Irimie, Ana Maria Haldner, Gheorghe Arion, B. Nagy Margit, Teodor Ionescu, Marius Porumb, Nicolae Sabău, Kovacs Andras, Ștefan Matei. 
Institutul de Arheologie și Istoria Artei al Academiei Române din Cluj Napoca are în prezent două departamente: 1. Istorie veche și arheologie și 2. Istoria artei.